# George Țărnea
George Țărnea (n. 10 noiembrie 1945, Șirineasa, județul Vâlcea – d. 2 mai 2003, București) a fost un poet român, supranumit poetul iubirii..

## Biografie
A fost fiul basarabeanului Grigore Țărnea și al oltencei Maria Țărnea - Isărescu. S-a născut în Șirineasa, iar în acte a fost trecut Ghiorghe. 
A urmat studiile liceale în Băbeni, la liceul care astăzi îi poartă numele, iar apoi urmează cursurile Facultății de filosofie din București.
A fost căsătorit cu Marta Nora Țărnea, fost deputat, subsecretar de stat și secretar de stat, iar din căsătoria lor au rezultat patru copii: Alexandra (1966), Andrei Bogdan (1972), Marta Maria Georgia (1974) și Ioana Anca Bianca (1984).
La 16 mai 1964 debutează în publicația argeșeană Secera și ciocanul, cu poezia Drumeție, dar adevăratul debut în literatură a avut loc în anul 1967 sau 1968 când i-a fost publicat un grupaj de poezii în Viața românească.
A colaborat la numeroase reviste de literatură: România literară, Contemporanul, Luceafărul, Convorbiri literare, Astra, Tribuna, Steaua, Ateneu, Orizont, Tomis, Orizont literar, Timpul, Ramuri etc.
În anul 1972 a devenit membru al Uniunii Scriitorilor din România. 
George Țărnea a murit la 2 mai 2003, la București.

## Premii
- Premiul de creație originală „Vâlcea artistică”, ediția I pentru poezie, 1974
- Premiul de poezie pentru volumul Scrisori de fiecare zi, 1980 din partea Uniunii Scriitorilor Craiova
- Premiul Capri, 1991
- Diploma de excelență a Festivalului de cultură „Poarta sărutului” din partea Ministerului Culturii
- Diploma „Serile de la Badiceni”, Premiul național pentru poezie, 2001
- Premiul de excelență pentru toată activitatea literară, Societatea Academică „Titu Maiorescu”, 2002
- Premiul „Virgil Mazilescu”, 2003

## Opera
- Păsările miresei, Ed. Literatorul Biblioteca Argeș (G.Tomozei) 1972
- Testamentele înțeleptului, Ed.Cartea Românească, București 1974
- Starea de iubire, Ed. Facla, Timișoara 1975
- Balade, Ed. Cartea Românească, București 1976
- Drumul domnului de rouă, Ed. Cartea Românească, București 1977
- Înalta fidelitate, Ed. Scrisul Românesc, Craiova 1977
- Scrisori de fiecare zi (cu o prefață de Nicolae  Manolescu), Ed. Scrisul Românesc, Craiova 1977
- Baladă pentru vinul tînăr, Ed. Albatros, București 1980
- Cîntec pentru țara-om, Ed. Ion Creangă, București 1981
- Cartea Clara, Ed. Cartea Românească, București 1986
- "Anuar", Ed. Eminescu București 1989
- De ținut minte - Cartea necuprinsului, Ed. Tanera, București 1994
- Cartea cu iubiri secrete - 183 sonete, Ed. Tanera București 1994
- Poeme supărate rău, Ed. Helicon, Timișoara 1996
- Un abecedar bizar de purtat în buzunar, Ed. Enciclopedică, București 1997
- Legiada - Ghid artistic și turistic pentru spațiul euristic, Ed. Enciclopedică București 1998
- Declanșatorul de plăceri - carte eretică de erotică poetică, Ed. Conphys Rm. Vâlcea 1999
- Cartea Claudiană - Din pricina ta, Ed. Conphys Rm. Vâlcea 1999
- Cartea Iluminării - Rugăciuni și viziuni, Ed. Emia, București 2000
- Călimara goală și gândacul de bucătărie sau Cartea Suavă a Iubirii Definitive, Ed. Enciclopedică București 2001,
- Cartea cu ele cele din elegii - 101 Poeme antologice, cu o prefață de Eugen Negrici, Ed. Conphys, Rm. Vâlcea 2001
- Cartea inimii albastre - Gânduri și Elegii, Ed. Conphys, Rm. Vâlcea 2001
- Ritualuri de împerechere, Ed. Conphys, Rm Vâlcea 2002
- "Exerciții de iubire" , Ed. Constrast, Bucuresti 2003
- Poeme supărate rău - Fals tratat scatologic de bună purtare, Ed. Conphys, Rm Vâlcea 2003
- Era muzicii lejere - Cântece de petrecanie, cu o prefață de Laurențiu Ulici, Ed. Conphys, Rm. Vâlcea 2003
- Exerciții de iubire, Ed. Contrast, București 2003 (postumă)